# Antezant-la-Chapelle
Antezant-la-Chapelle – miejscowość i gmina we Francji, w regionie Nowa Akwitania, w departamencie Charente-Maritime.
Według danych na rok 1990 gminę zamieszkiwały 353 osoby, a gęstość zaludnienia wynosiła 19 osób/km² (wśród 1467 gmin regionu Poitou-Charentes Antezant-la-Chapelle plasuje się na 669. miejscu pod względem liczby ludności, natomiast pod względem powierzchni na miejscu 451.).